# Bordeta sexplagiata
Bordeta sexplagiata är en fjärilsart som beskrevs av Walker 1864. Bordeta sexplagiata ingår i släktet Bordeta och familjen mätare. Inga underarter finns listade i Catalogue of Life.